# Новоблочная
Новоблочная (укр. Новоблочна) — грузо-пассажирская железнодорожная станция Криворожской дирекции Приднепровской железной дороги на линии Кривой Рог—Апостолово.

## История
Станция открыта в 1975 году. Название происходит от бывшего блок-поста, ранее регулировавшего здесь железнодорожное движение.

## Характеристика
Расположена в юго-восточной части Кривого Рога Днепропетровской области между станциями Кривой Рог-Главный (4 км) и Батуринская (5 км).
На станции останавливаются пригородные электропоезда.